# Jon Haukeland
Jon Haukeland, né le 26 mai 1973, est un réalisateur, dramaturge et journaliste norvégien.

## Biographie
Jon Haukeland étudie l'histoire à l'université d'Oslo et l'enseignement du théâtre à la Tisch School of the Arts à l'université de New York.
À partir de 1995, il travaille comme reporter pour la série télévisée U (no) sur NRK et participe au développement des séries historiques U: Trippel et U. En 1997, il crée le département documentaire de la société de production Medieoperatørene (no), où il est toujours directeur et copropriétaire.
En 2011, le documentaire cinématographique Reunion – ti år etter krigen (no) [Réunion – Dix ans après la guerre] est projeté dans les cinémas norvégiens. Le film est basé sur son documentaire précédent Før bombene falt (no) [Avant que les bombes ne tombent] (1999), sur un groupe d'étudiants serbes et albanais du Kosovo qui se rencontrent juste avant la guerre du Kosovo. Le film remporte le prix Amanda du meilleur documentaire en 2011.
En 2016, sort le documentaire Barneraneren (no) [Le Ravisseur d'enfants] où Haukeland filme le suivi de jeunes criminels d'Oslo. Le film est élu meilleur documentaire norvégien au Festival international du film de Bergen 2016 et remporte au festival Kosmorama le prix Canon (no) 2016 du meilleur montage,.

## Filmographie partielle
- 2004 : Mannen som elsket Haugesund (no)  (documentaire)
- 2007 : Elva bak huset (no)  (court métrage, également scénariste)
- 2011 : Reunion – ti år etter krigen (no) [Réunion – Dix ans après la guerre] (documentaire, également scénariste)
- 2016 : Barneraneren (no)  (documentaire, également scénariste)
- 2017 : Å være ung og pårørende  (court métrage vidéo documentaire)
- 2017 : Barn og unge i sorg  (court métrage vidéo documentaire)
- 2017 : Barn som pårørende  (court métrage vidéo documentaire)
- 2022 : Krigere (no)  (documentaire, également scénariste)

## Récompenses et distinctions
- (en) Jon Haukeland: Awards, sur l'Internet Movie Database